# Ani Podimata
Ani Podimata, gr. Άννυ Ποδηματά (ur. 8 października 1962 w Atenach) – grecka polityk i dziennikarka, posłanka do Parlamentu Europejskiego VI i VII kadencji.

## Życiorys
Studiowała na wydziale języka francuskiego i literatury w Ateńskiej Szkole Filozofii. Pod koniec lat 80. przebywała w Paryżu w ramach stypendium dla dziennikarzy przyznanego w ramach programu naukowego EWG. Od 1985 do 2007 pracowała w zawodzie dziennikarza w licznych gazetach ("Awgi" i "To Wima"). Była też przez kilka lat paryską korespondentką kanału telewizyjnego ET-1 i krajowej agencji informacyjnej. W 2000 uhonorowana przez turecką organizację dziennikarską Nagrodą Przyjaźni Grecko-Tureckiej.
W 2004 bez powodzenia kandydowała do Parlamentu Europejskiego z listy Panhelleńskiego Ruchu Socjalistycznego (PASOK). Mandat eurodeputowanej uzyskała w trakcie kadencji jesienią 2007. W wyborach w 2009 skutecznie ubiegała się o reelekcję. W VII kadencji przystąpiła do grupy Postępowego Sojuszu Socjalistów i Demokratów, została też wiceprzewodniczącą Komisji Przemysłu, Badań Naukowych i Energii.